# Batalha de Huế
Batalha de Huế foi uma das mais sangrentas e longas batalhas da Guerra do Vietnã, ocorrida entre janeiro e março de 1968, durante o ataque geral realizado pelas forças do exército do Vietnã do Norte e da guerrilha vietcong contra as forças sul-vietnamitas e norte-americanas em várias regiões do Vietnã do Sul, parte da chamada Ofensiva do Tet.
A batalha pela posse da ex-capital imperial do Vietnã durou mais de um mês e colocou frente a frente três batalhões do US Marine Corps, os fuzileiros navais norte-americanos, num total de 2 500 homens, apoiados por tropas do Vietnã do Sul, contra mais de 10 mil soldados do exército regular norte-vietnamita e guerrilheiros da Frente Nacional para a Libertação do Vietnã (FNL), conhecidos com vietcong.
A luta terminou com a vitória e a ocupação da cidade destruída pelos norte-americanos e sul-vietnamitas, a um custo de cerca de 12 300 baixas de ambos os lados e mais de 5 600 vítimas civis, mortos durante a batalha ou executados pelos invasores norte-vietnamitas, antes do início da contra-ofensiva aliada ou durante a retirada, após a derrota.

## Prólogo
Com o início da Ofensiva do Tet, em 30 de janeiro de 1968, o ano novo lunar vietnamita, as tropas norte-americanas já se encontravam há três anos lutando em solo do Vietnã. A estrada Highway One passava por Hué e sobre o rio Hương – que cruza a cidade dividindo-a em área norte e sul – criando uma importante linha de suprimentos desde Da Nang, na costa, até à Zona Desmilitarizada do Vietname, para as forças aliadas. Hué também era uma base para barcos de suprimentos da Marinha dos Estados Unidos.
A cidade, ex-capital do Vietnã imperial, considerada seu valor e sua importância estratégica no Vietnã do Sul – a 75 km da Zona Desmilitarizada – deveria, por decisão do comando norte-americano, ser fortificada, bem defendida e preparada para conter a ofensiva comunista do norte. Entretanto, naquele momento, ela se encontrava pouco defendida e mal equipada militarmente, porque os norte-americanos esperavam que vietcongs e norte-vietnamitas respeitassem a trégua do Tet.
Entretanto, durante a trégua, que é celebrada como feriado nacional no Vietnã, as forças nortistas lançaram um grande e diversificado ataque sobre o Vietnã do Sul, contra centenas de alvos militares e centros populacionais através de todo o país, entre eles a cidade de Hué.

## A batalha

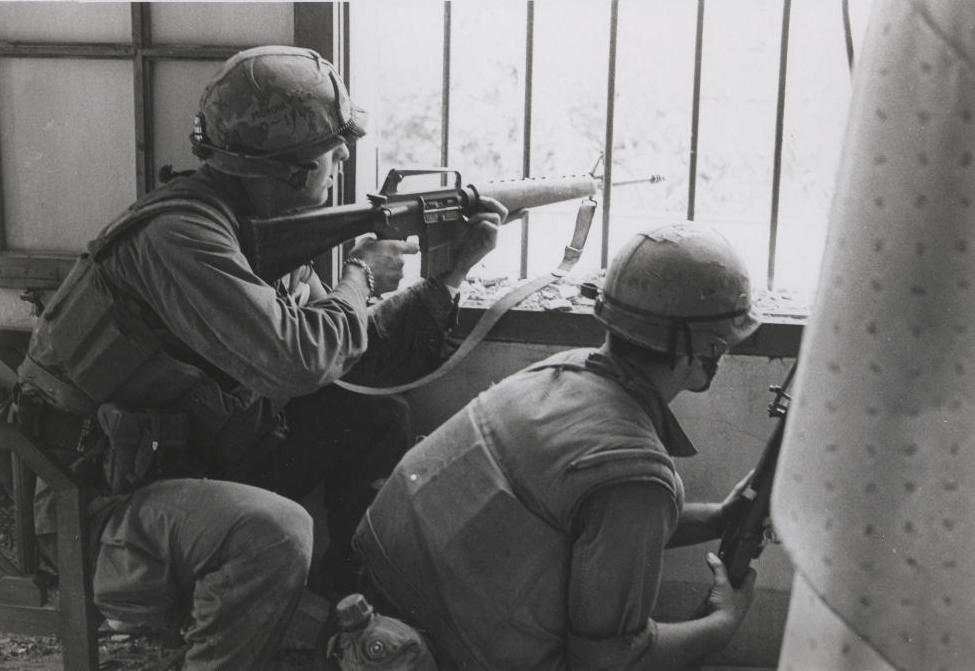
Fuzileiros americanos lutando em Huê, na "Casa da Viúva", em fevereiro de 1968

Nas primeiras horas da manhã de 31 de janeiro de 1968, tropas norte-vietnamitas e vietcongs, no total aproximado de uma divisão, atacaram o aeroporto de Tay Loc e o quartel-general da 1ª Divisão do Exército da República do Vietnã do Sul no local chamado de A Cidadela, além de penetrarem na Cidade Nova, a parte de Hué ao sul do rio Hương . Ao mesmo tempo, outras unidades comunistas atacaram ao norte, na margem oeste do rio, em direção ao complexo de Mang Cu, do aeroporto e do palácio imperial. Simultaneamente, outro regimento atacava o quartel-general da assistência militar norte-americana em Hué, na parte sul da cidade.
Uma equipe de sabotadores, composta de quatro homens vestindo uniformes do exército do Vietnã do Sul, infiltrou-se no portão oeste da cidade, matando as sentinelas, e abrindo os portões da cidadela para a invasão do 6º regimento norte-vietnamita. O objetivo geral do ataque era ‘libertar’ toda a cidade e colocar os revoltosos comunistas de Hué no poder.
Enquanto a luta continuava dura no aeroporto até o amanhecer, quando os defensores abandonaram o local, os invasores da cidade imperial tomaram a parte norte do complexo e o quartel general da divisão sul-vietnamita, erguendo a bandeira vietcong na torre da Cidadela as 08h00 da manhã. Fora da cidade, três batalhões de marines norte-americanos protegiam a base aérea de Phu Bai, 16 km a sudeste de Hué, a estrada Highway One e as entradas da parte oeste, comandadas pelo general Foster LaHue, um veterano da Segunda Guerra Mundial e da Guerra da Coreia.
Atendendo aos pedidos de reforço do general Truong, comandante das forças enclausuradas na Cidadela, no dia 1 de fevereiro tropas sul-vietnamitas aquarteladas na base da divisão, 17 km a norte de Hué, dirigiram-se em comboio para a cidade, mas foram obrigadas a parar e se entrincheirar 400 m antes da entrada dos portões, pela resistência dos ocupantes norte-vietnamitas. Apenas no dia seguinte, um novo regimento sul-vietnamita, chegando em reforço, conseguiu penetrar na cidadela ocupada, tendo pesadas baixas de 131 homens e 12 carros de combate.
Outros três batalhões do 3º regimento, que tentavam avançar para Hué pelo oeste, foram detidos na margem do rio pelos vietcongs e obrigados a pernoitar fora dos portões da cidade. Dois deles sofreram uma tentativa de cerco de forças inimigas que chegavam pelo sudeste, sendo obrigados a recuar para escapar à armadilha, mas um dos batalhões permaneceu cercado às portas de Hué por vários dias. No sul da cidade, uma coluna de tanques tentou atravessar a ponte que dava à Cidade Nova, mas recuou quando um foguete antitanque comunista destruiu um dos tanques, matando o comandante da coluna. Diante da situação, o comando sul-vietnamita solicitou o apoio dos marines em Phu Bai, que enviaram um batalhão à cidade.

### Marines
Na mesma madrugada em que as forças norte-vietnamitas atacaram Hué, foguetes e granadas de morteiros também começaram a cair na pista do aeroporto de Phu Bai, defendida pelos americanos, e unidades de infantaria do exército norte-vietnamita atacaram pelotões de fuzileiros no rio Truoi e no setor de Phu Loc. Contra-atacadas pelos fuzileiros, estas forças resistiram e colocaram os marines em posição defensiva ao longo do rio, após uma de suas companhias de infantaria ter sido destacada para Hué, em reforço aos sul-vietnamitas lá sitiados.

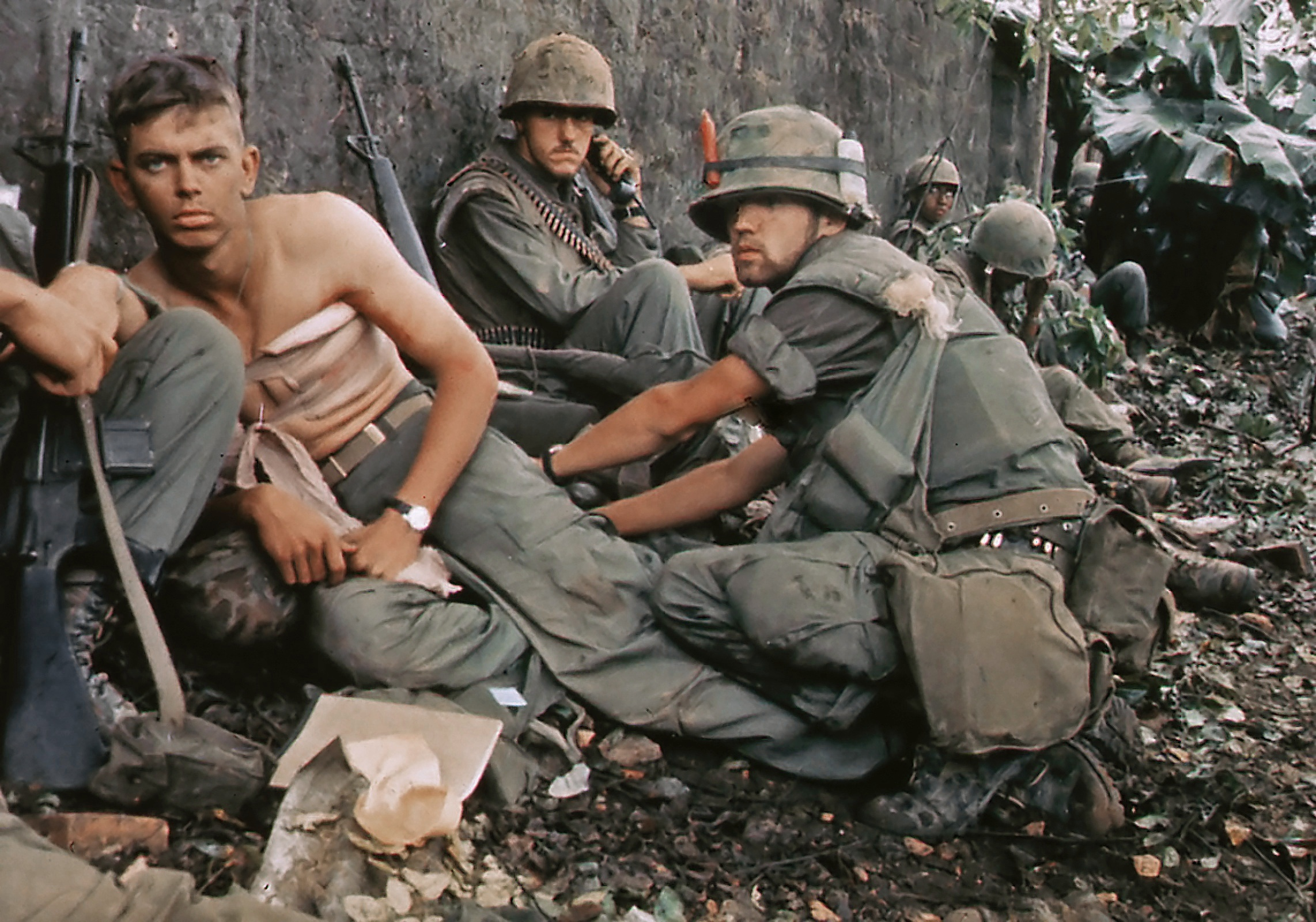
Marines feridos em Hué

Enquanto a luta continuava no setor do Truoi, o 1º batalhão de marines se dirigia a Hué, sem que o comando americano tivesse uma posição clara do que acontecia na cidade propriamente dita, defendida pelas tropas sul-vietnamitas. A situação percebida era apenas que as forças do general Truong e o complexo de assistência norte-americana se achavam sob ataque comunista.
À medida que os marines se aproximavam dos subúrbios sul da cidade, passaram a ser atacados constantemente por fogo de franco-atiradores. Numa vila próxima foram obrigados a revistar casa por casa à procura de inimigos e em outras o comboio foi obrigado a enfrentar tiroteios nas ruas antes de prosseguir para Hué. Apenas no meio da tarde o reforço de fuzileiros conseguiu chegar ao complexo americano, quando as forças inimigas recuaram para os arredores. Tentando cruzar a ponte sobre o rio Hương , a coluna de marines, reforçada de três tanques M48 muito pesados para a estrutura da ponte e alguns tanques leves sul-vietnamitas, cujos tripulantes se recusaram a prosseguir pela escassa blindagem, foi recebida a fogo de metralhadora que matou e feriu vários fuzileiros, preferindo se retirar.
A retirada foi difícil de ser feita, porque os norte-vietnamitas, bem entrincheirados nos edifícios de Hué próximos à ponte e atirando praticamente de cada um deles, feriram e mataram diversos  fuzileiros, que usaram os veículos civis abandonados como ambulância para seus feridos. No começo da noite, os marines enviados a Hué viram-se resignados a uma posição defensiva apenas ao redor do complexo de assistência norte-americana, no sul da cidade. No fim das operações do dia, as baixas entre os marines eram contadas em 10 mortos e 56 feridos e o comando americano no Vietnã ainda tinha pouca noção da situação em Hué.

### Contra-ataque e batalha pela Cidadela
No dia seguinte, as tropas americanas tentaram um ataque as partir de sua base no complexo americano mas foram obrigadas a recuar novamente após a destruição de um de seus tanques e pelo fogo pesado de franco-atiradores entrincheirados. Os sul-vietnamitas, entretanto, lograram um maior sucesso, conseguindo retomar o aeroporto de Tay Loc, apesar de continuarem sem conseguir entrar na cidade, pela resistência dos ocupantes em seus portões. Gigantescos helicópteros americanos CH-46 Sea Knight, vindos de Dong Ha, despejaram reforços de tropas na cidadela, mas foram obrigados a abandonar o transporte de homens devido ao mau tempo e falta de visibilidade.
Reforços americanos e sul-vietnamitas começaram então a chegar a Hué, tentando cortar as linhas de suprimento norte-vietnamita ao norte, e a batalha se tornou uma guerra urbana por mais de um mês. Durante três semanas, as tropas aliadas enfrentaram grande resistência em seu caminho por dentro da cidade; atuando juntos, batalhões de fuzileiros e dos exércitos dos EUA e do Vietnã do Sul, entraram em combate quarteirão por quarteirão da cidade imperial ocupada, aos poucos, causando o recuo dos comunistas.

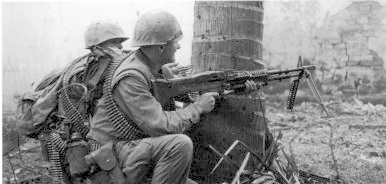
Fuzileiros americanos lutando nos arredores da cidadela.

Muitos dos marines e dos soldados do exército não tinham experiência em guerra urbana, nem em combate corpo-a-corpo e a batalha foi dura e custosa para muitos deles. Devido à situação cultural e religiosa de Hué, os aliados receberam ordens de não bombardear a cidade, com aviação ou artilharia, para não destruir suas estruturas históricas. Devido à estação das monções, o suporte aéreo também tinha se tornado virtualmente impossível sobre Hué, mas com a crescente intensidade da batalha, a política de não-destruição foi revogada. Os defensores comunistas usavam constantemente de franco-atiradores escondidos em prédios ou buracos no solo e instalaram dezenas de ninhos de metralhadoras pelas ruas e construções. Faziam contra-ataques locais noturnos e mataram diversos soldados com armadilhas de explosivos, escondidas inclusive embaixo de cadáveres.
No fim de fevereiro, a luta havia se resumido à posse da Cidadela, bombardeada por jatos A-4 Skyhawks com bombas de napalm, e do palácio imperial em seu interior. Tomando a torre principal da Cidadela após sangrento combate, marines hastearam a bandeira norte-americana no lugar, sendo obrigados a recolhê-la logo após por ordens superiores, já que a lei sul-vietnamita proibia que qualquer bandeira estrangeira fosse hasteada em áreas públicas no Vietnã do Sul sem a correspondente bandeira sul-vietnamita ao lado. Na ocasião, os marines se recusaram a cumprir a lei e a mantiveram hasteada ameaçando atirar em oficiais do exército que os ordenaram que a recolhesse, até serem obrigados a fazê-lo por ordem do comando dos fuzileiros.
Em 24 de fevereiro de 1968, o palácio imperial no interior e no centro da Cidadela foi finalmente tomado aos norte-vietnamitas e a companhia Pantera Negra da 1ª divisão do exército da República do Vietnã dali retirou a bandeira vietcong azul, vermelha e com uma estrela dourada em seu centro, que ali flamejava desde 31 de janeiro. Alguns dias depois, os norte-vietnamitas abandonaram completamente a cidade.

## Consequências

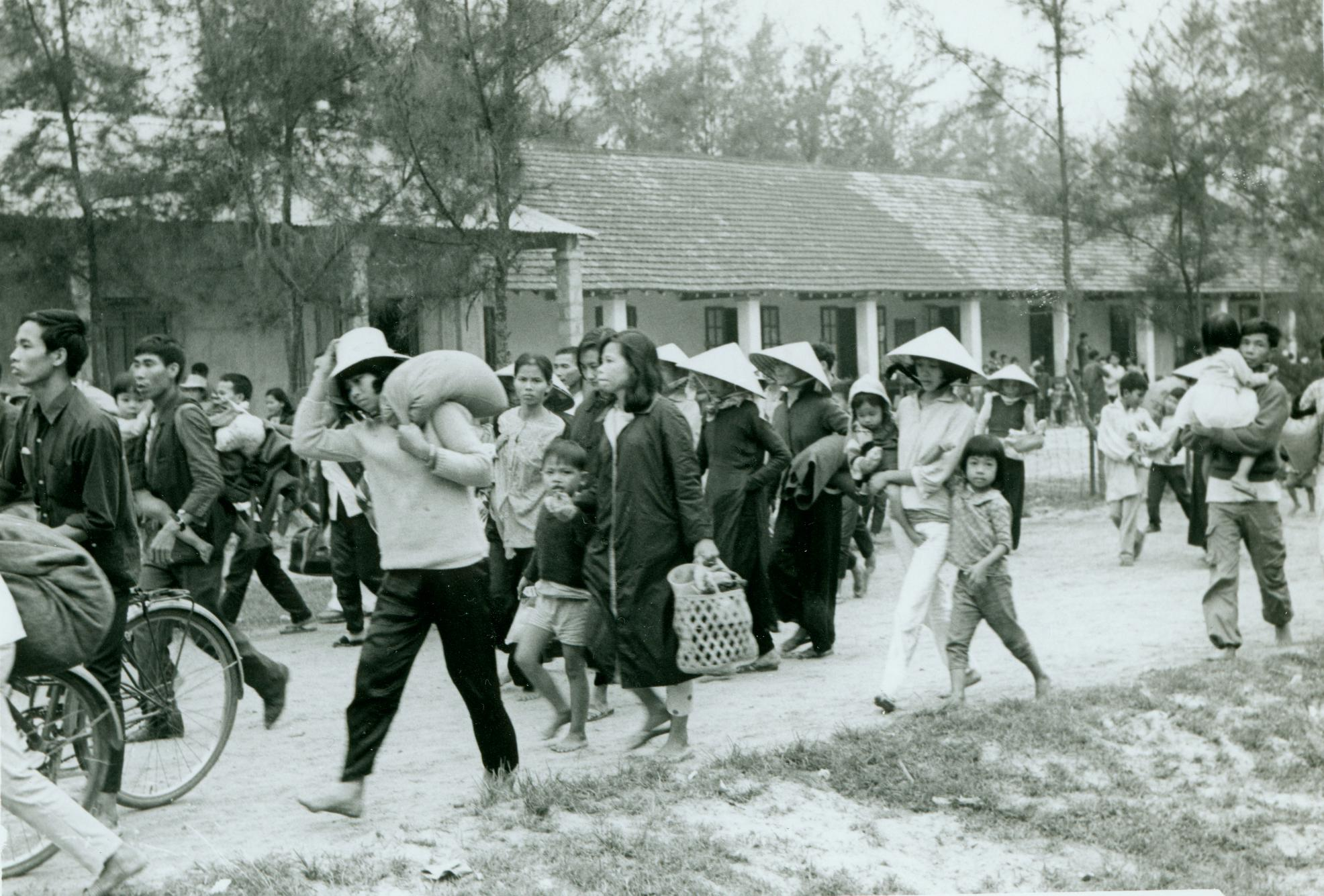
Refugiados vietnamitas deixando a cidade no começo da batalha

As forças comunistas do norte sofreram pesadas baixas na batalha de Hué. Os sul-vietnamitas afirmam ter matado cerca de 3 mil deles, enquanto os norte-americanos contam 1 500 mortes infringidas ao inimigo; cerca de 3 mil foram também mortos fora da cidade. Também houve um grande número de mortes entre civis, devido aos massacres cometidos pelos soldados norte-vietnamitas entre a população da cidade, durante o mês em que a ocuparam. Após a batalha, os soldados aliados encontraram sepulturas coletivas dentro da cidade e em seus limites, contendo aproximadamente 2 800 corpos de moradores assassinados, por serem considerados uma ameaça à vitória comunista. Algumas destas vítimas também foram assassinadas por soldados sul-vietnamitas por, segundo eles, terem colaborado com o inimigo.
Militarmente, a batalha de Hué foi uma vitória tanto para os Estados Unidos como para o Vietnã do Sul. Cerca de 12 mil inimigos, o efetivo de uma divisão, foi expulsa de Hué após invadi-la, sofrendo mais de 5 mil mortes em um mês de combates. Entretanto, para a opinião pública norte-americana, ela foi o começo do fim. Dali em diante, o povo americano passou a rejeitar a ideia de enviar seus jovens e seus homens para morrer no Vietnã, e durante os cinco anos seguintes o envolvimento dos EUA na guerra foi gradualmente diminuindo, até a saída final de todas as tropas americanas do país em 1973.

## Reportagens contemporâneas on-line(em inglês)
- Tuohy, William (8 de fevereiro de 1968). «Many U.S. Civilians Are Liberated in Hue». Washington Post. pp. A8
- Tuohy, William (9 de fevereiro de 1968). «Marines Are Taking Hue Wall by Wall». Washington Post. pp. A1
- «Reds Said To Execute 300 in Hue». Washington Post. 12 de fevereiro de 1968. pp. A11
- Braestrup, Peter (12 de fevereiro de 1968). «Weather and Thin Ranks Slow Marines' Tough Fight in Hue». Washington Post. pp. A1
- «Battle of Hue». Time. 16 de fevereiro de 1968. Consultado em 18 de abril de 2007
- Lescaze, Lee (16 de fevereiro de 1968). «Hue: Fires Pinpoint the Foe». Washington Post. pp. A1
- Pigott, Bruce (17 de fevereiro de 1968). «Truck Route Said to Help Foe in Hue». Washington Post. pp. A1
- Lescaze, Lee (19 de fevereiro de 1968). «Shortage of Men, Air Support Slows Marine Drive in Hue». Washington Post. pp. A1
- «It's Up to 'Grunt And His Rifle'». Hartford Courant. 20 de fevereiro de 1968. 1 páginas
- Lescaze, Lee (20 de fevereiro de 1968). «Hue Marines: Bitter as They Are Brave». Washington Post. pp. A1
- «Marine Chief Sees Lengthy Battle In Hue». Chicago Tribune. 21 de fevereiro de 1968. 1 páginas
- «Commission Leaves Hue». Washington Post. 21 de fevereiro de 1968. pp. F6
- Lescaze, Lee (22 de fevereiro de 1968). «U.S. Relieves Unit Hard-Hit at Hue». Washington Post. pp. A1
- «U.S. Marines Capture Strategic Corner of Hue's Citadel». Washington Post. 23 de fevereiro de 1968. pp. A9
- «Grappling for Normalcy». Time. 23 de fevereiro de 1968
- «South Vietnamese recapture Hue». BBC. 24 de fevereiro de 1968. Consultado em 6 de abril de 2007
- Lescaze, Lee (24 de fevereiro de 1968). «Hue Marines Keep Determined Vigil Over a Dead Comrade». Washington Post. pp. A8
- Emery, Fred (25 de fevereiro de 1968). «Allies Clear Enemy from Hue's Palace». Washington Post. pp. A1
- «Hue Ruin Inspected By Thieu». Washington Post. 26 de fevereiro de 1968. pp. A1
- «After 26-Day Battle, Hue Is Devastation and Misery». Hartford Courant. 27 de fevereiro de 1968
- Braestrup, Peter (29 de fevereiro de 1968). «Capture of Hue Citadel Was a Must for S. Viet Unit». Washington Post. pp. A22
- «Fight for a Citadel». Time. 1 de março de 1968
- Tuohy, William (7 de março de 1968). «New Red Assault on Hue Expected». LA Times. 1 páginas
- Braestrup, Peter (7 de março de 1968). «Foe Seen Aiming At Hue». Washington Post. pp. A1
- «Unburied Dead Lie Around the Citadel». Hartford Courant. 10 de março de 1968. pp. 18A
- «After "Tet", Measuring and Repairing Damage». Time. 15 de março de 1968